# Ildefonso Ramos Mexía
Ildefonso Raimundo Ramos Mexía y Ross, también conocido como Ramos Mejía (Buenos Aires, Argentina, 2 de agosto de 1769 - íd. 24 de junio de 1854), fue un político y militar argentino. Héroe de la Reconquista en 1806, de la Defensa en 1807, de la Revolución en 1810, y de la Independencia, Legislador, Presidente de la Sala de Representantes y Gobernador y Capitán General.
Ramos Mejía combatió valientemente durante las Invasiones Inglesas (1806 - 1807); en reconocimiento por su destacada actuación, fue luego nombrado junto a su hermano Francisco funcionario en el Alto Perú, a donde partió desde Buenos Aires en 1808. Dos años después, en 1810, de vuelta en Buenos Aires, este héroe tomó parte en la Revolución de Mayo, asistiendo al cabildo abierto del día 22 junto a su hermano Hilario. Ocupó importantes cargos militares durante el Directorio, sirviendo a generales como Manuel Belgrano y José de San Martín.
Disuelto el Directorio y establecida la Provincia de Buenos Aires, Fue Presidente de la Asamblea de Representantes y fue elegido gobernador por la Sala de Representantes el 6 de junio de 1820, en reemplazo de Manuel de Sarratea, que había renunciado. Una de las primeras medidas del gobernador Ramos Mejía fue la de consultar al Cabildo acerca del deber en que estaba el gobierno de permitirles a los exmiembros del Congreso de Tucumán que se encontraban presos que se retiraran a sus casas, “guardando en ellas el arresto que sufren en el punto en que se encuentran; o hacer este extensivo a la ciudad, hasta la conclusión de su causa, y en atención a la avanzada edad, achacosa salud y consideraciones que se merecen por la alta representación pública que han obtenido y que exigen del gobierno una conducta más franca". Pero su obra como gobernador fue escasa, puesto que su gobierno duró menos de un mes. Nombró un consejo que limitaba el poder del gobernador, del que formó parte Juan José Paso, y socorrió en forma particular económicamente a su amigo Manuel Belgrano, a quien la Sala de Representantes le postergaba los pagos por sus servicios. 
Renunció al cargo de Gobernador y Capitán General el 20 de junio de 1820, volviendo a la Sala de Representantes, la que volvió a presidir. Miembro de la Convención Constituyente de 1826. Murió en 1854 a los 84 años.
- Datos: Q5913908